# Jan Frodeno
Jan Frodeno (n. 18 august 1981, Köln, RFG) este un triatlonist ce a reprezentat Germania, medaliat olimpic. A participat la 2 ediții ale Jocurilor Olimpice (2008, 2012) în care a câștigat o medalie de aur.